# On aura le ciel
On aura le ciel är en låt framförd av den franska sångerskan Sofia Mestari. Låten var Frankrikes bidrag i Eurovision Song Contest 2000 i Stockholm i Sverige. Låten är skriven av Pierre Legay och Benoît Heinrich.
Bidraget framfördes i finalen den 13 maj och slutade där på tjugotredje plats med 5 poäng.